# 九窝虎耳草
九窝虎耳草（学名：Saxifraga kongboensis），为虎耳草科虎耳草属下的一个植物种。